# سینما و این سه نفر
سینما و این سه نفر کتابی است نوشتهٔ حسن شریفی، بازیگر و فیلمبردار، که برای اولین بار در سال ۱۳۹۱ توسط انتشارات کوله پشتی به چاپ رسید.

## معرفی
کتاب شامل زندگی و آثار محمد علی فردین، ناصر ملک مطیعی و تقی ظهوری است. نویسنده در این کتاب ابتدا به معرفی ناصر ملک مطیعی می‌پردازد که در این بخش بیوگرافی، نحوه ورود ملک مطیعی به سینمای ایران، بخشی از گفتگوی او با رضا کیانیان و در انتها به معرفی فیلم‌هایی که این بازیگر در آن نقش آفرینی کرده‌است، که شامل مشخصات کامل فیلم و خلاصه داستان فیلم می‌باشد، در نظر گرفته شده‌است. بخش دوم، مربوط به معرفی بازیگر و کمدین سینمای ایران، تقی ظهوری است، در این بخش مطالبی با عنوان های حاج تقی ظهوری، بهترین نقش سینمایی ظهوری، مبتلا به بیماری خنده، و در انتهای این بخش نویسنده مشخصات کامل فیلم و خلاصه داستان آثاری که این کمدین در آنها بازی کرده‌است، را مورد توجه قرار داده‌است. در بخش سوم، مربوط به معرفی محمد علی فردین می‌باشد، در این قسمت با مطالبی با عنوان‌های محمد علی فردین سوپر استاری برای تمام فصول، ورود فردین به عرصه سینما، پله پله با محمد علی فردین، فردین پدیده نوظهور سینما، افول فردین چنین بود، خاطراتی از فردین، بیوه‌های خندان، آثار مرحوم نظام فاطمی، تصویر و خاطراتی از دوستداران او، محمد علی فردین به اشرف پهلوی گفته نه، فیلم انسان‌ها و خاطره ای از آن، فردین و فیلم غزل (مسعود کیمیایی)، فردین از نگاه رضا کیانیان، روزی که او به دیار باقی شتافت مد نظر قرار گرفته است که در پایان این بخش، به مشخصات و خلاصه فیلم‌هایی که این بازیگر در آنها بازی کرده‌است، پرداخته شده‌است.
نویسنده در بخش پیشگفتار، انگیزه خود را برای انتخاب این سه بازیگر، از بین بازیگران ایران، توضیح داده‌است که بخشی از دلایل نویسنده اینگونه بیان شده‌است:
هیچ بازیگری در سینمای ایران مانند این سه نفر، توده مخاطبان را برنیانگیخته بود و نفوذ آنها تا به آن حد بوده‌است که نامشان بر روی پوسترهای تبلیغاتی و بر سردر سینماهای تهران و دورافتاده‌ترین شهرهای ایران می‌توانستند گروه کثیری از بینندگان را به سالن تاریک سینما بکشاند. نفوذ شگفت‌آور آنها فقط به بینندگان فیلم‌هایشان، همه کسانی که پاره ای از منتقدان آنها را بینندگان تخمه شکن می‌نامیدند محدود نبود، بلکه آنها قریحه و استعداد فیلم سازان و صاحبان موسسه‌های فیلم‌سازی دنیا را نیز متأثر می‌ساختند.